# Ayman Shawky
Ayman Shawky Kusowa (9 dicembre 1962) è un ex calciatore egiziano, di ruolo attaccante.

## Carriera
Con la Nazionale egiziana ha partecipato ai Mondiali 1990.